# Eric Amarillo
Eric Amarillo, egentligen Erik Sundborg, född 27 juni 1971 i Släps församling i Hallands län, är en svensk popsångare, låtskrivare, musikproducent och discjockey. Han kommer från Kullavik (strax söder om Göteborg). Han är en av medlemmarna i låtskrivarduon The Attic, tillsammans med sin barndomsvän Michael Feiner. 
Våren 2011 släppte han sin debutsingel som soloartist "Om sanningen ska fram" som blev en sommarhit det året.
Senare singlar är "50 kvm" (2011), "Fy Fan" (2011) och "Men Hallå!" (2012). I maj 2013 släpptes singeln "Sambofet".

## Diskografi

### Album
- 2011: Eric Amarillo

### Singlar
| År   | Singel                  | Topplacering | Topplacering | Topplacering | Album |
| År   | Singel                  | SWE          | DEN          | NOR          | Album |
| ---- | ----------------------- | ------------ | ------------ | ------------ | ----- |
| 2011 | "Om sanningen ska fram" | 1            | 7            | 3            | -     |